# Lakekun
Lakekun is een bestuurslaag in het regentschap Belu van de provincie Oost-Nusa Tenggara, Indonesië. Lakekun telt 2349 inwoners (volkstelling 2010).